# Eddie Hernández
Eddie Gabriel Hernández Padilla (Trujillo (Colón), 27 de fevereiro de 1991) é um futebolista profissional hondurenho que atua como atacante, atualmente defende o Qingdao Jonoon.

## Carreira
Eddie Hernández fez parte do elenco da Seleção Hondurenha de Futebol nas Olimpíadas de 2012.